# Gustav-Adolf Bähr
Gustav-Adolf Bähr (* 9. Juli 1938 in Mutterstadt; † 27. April 2020 in Neustadt an der Weinstraße) war ein langjähriger Synodalpräsident der Evangelischen Kirche der Pfalz und machte sich in der rheinland-pfälzischen Stadt Neustadt an der Weinstraße einen Namen durch zahlreiche Ehrenämter. Er wirkte als Prädikant und als Kulturmanager. Insbesondere sorgte er dafür, dass der Herrenhof im Neustadter Stadtteil Mußbach erfolgreich restauriert wurde.

## Familie und Ausbildung

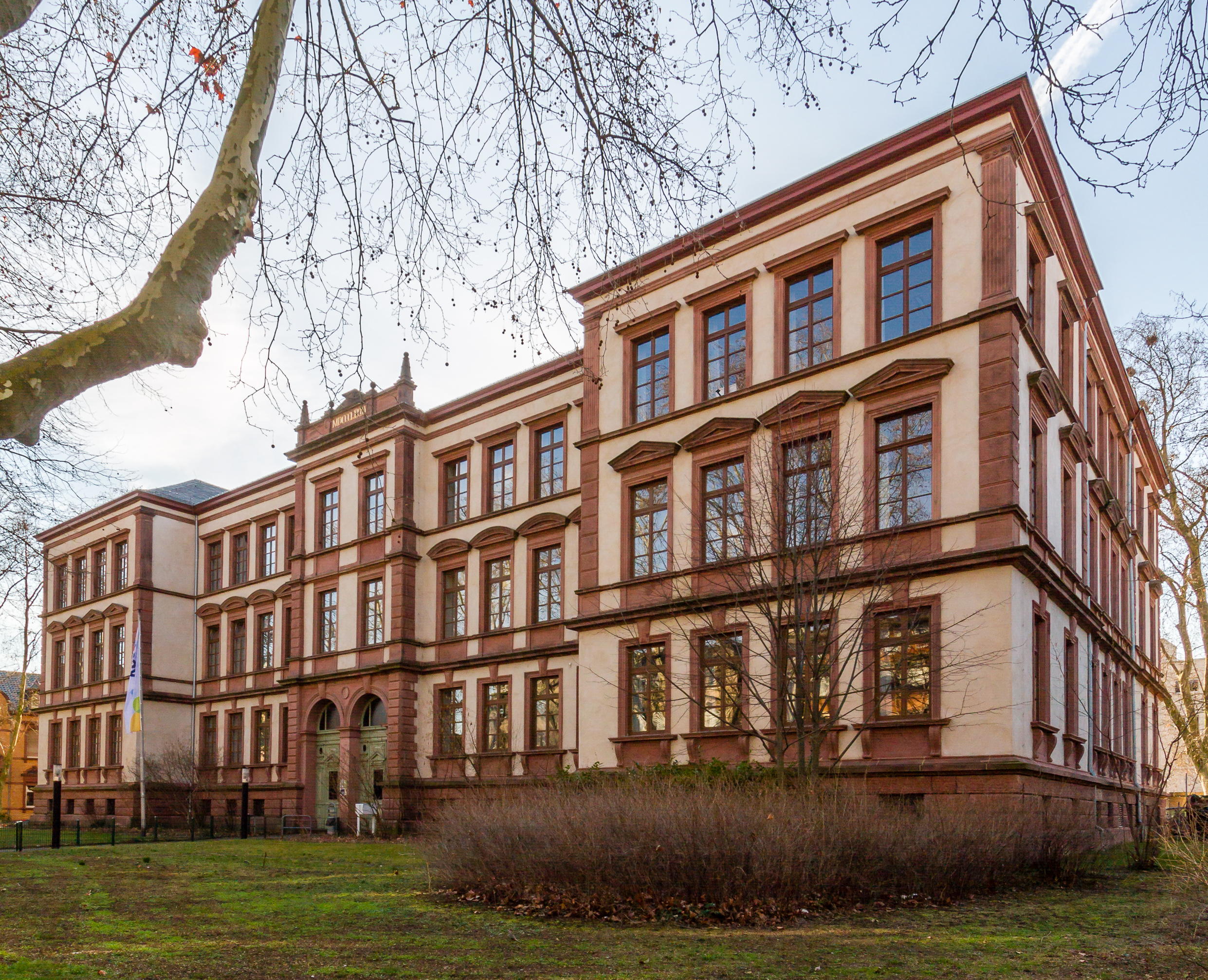
Abitur am damaligen Altsprachlichen Gymnasium

Bähr, der neun Geschwister hatte, wuchs in Mutterstadt und Mußbach an der Weinstraße auf, wo sein Vater Johannes (1902–1980) jeweils als protestantischer Pfarrer tätig war. Der Vater wurde in der Zeit des Nationalsozialismus als Regimegegner von den Machthabern verfolgt und 1938, als er in Mutterstadt öffentlich gegen die Novemberpogrome Stellung bezog, vorübergehend inhaftiert. Der Sohn besuchte von Mußbach aus im nahen Neustadt das Altsprachliche Gymnasium, später Kurfürst-Ruprecht-Gymnasium, wo er 1958 das Abitur ablegte.
In Mannheim nahm Bähr ein Gesangs- und Schauspielstudium auf und setzte es in Wien als Opernstudium fort; zusätzlich studierte er Germanistik und Theaterwissenschaft. Die Hochschule für Film und Fernsehen in Wien schloss Bähr mit dem Diplom in Regie und Dramaturgie ab. Danach wurde er Assistent des Regisseurs Géza von Cziffra.

## Berufstätigkeit
Für den Südwestfunk (SWF) in Baden-Baden, der 1998 mit dem Süddeutschen Rundfunk (SDR) fusionierte, und den Nachfolgesender Südwestrundfunk (SWR) arbeitete Bähr etwa 40 Jahre lang. Er bestimmte dort, zuletzt als Hauptabteilungsleiter, die Bereiche Kunst und Wissenschaft. Eines der von ihm entwickelten Formate ist die Serie „Schätze der Welt – Erbe der Menschheit“ über die UNESCO-Welterbe-Stätten. Sein Filmschaffen umfasst gegen tausend Titel.
In Bährs Verantwortung fiel auch 1991 die Ausstrahlung des Tatort-Krimis „Tod im Häcksler“, in dem abgelegene Ortschaften der nordwestlichen Pfalz als rückständig dargestellt werden. Dies führte zu Protesten aus der Region und war Gegenstand einer Debatte im rheinland-pfälzischen Landtag wegen angeblicher Diskriminierung der Gegend als „Zerrbild eines ‚pfälzisch Sibiriens‘“.
Um die Jahrtausendwende wechselte Bähr in den Ruhestand.

## Ehrenamtliche Tätigkeiten

### Evangelische Kirche
Von 1966 bis zu seinem Tod 2020, ausgenommen sechs Jahre von 1996 bis 2002, war Bähr Presbyter der Protestantischen Johanneskirchengemeinde Mußbach. 30 Jahre lang, von 1966 bis 1996, war er zudem Vorsitzender der Bezirkssynode Neustadt, von 1972 bis 1996 Mitglied der Landessynode und für die Dauer von 18 Jahren, von 1979 bis 1996, deren Präsident. Bereits 1972 hatte er die Beauftragung als Prädikant erhalten.
1998 kandidierte er als Laie – dies ist deutschlandweit nur in der Evangelischen Kirche der Pfalz möglich – für das Amt des Kirchenpräsidenten. Bei der Abstimmung in der Synode unterlag er jedoch dem klerikalen Mitbewerber Eberhard Cherdron, der die Funktion dann bis Ende 2008 innehatte.

### Kultur

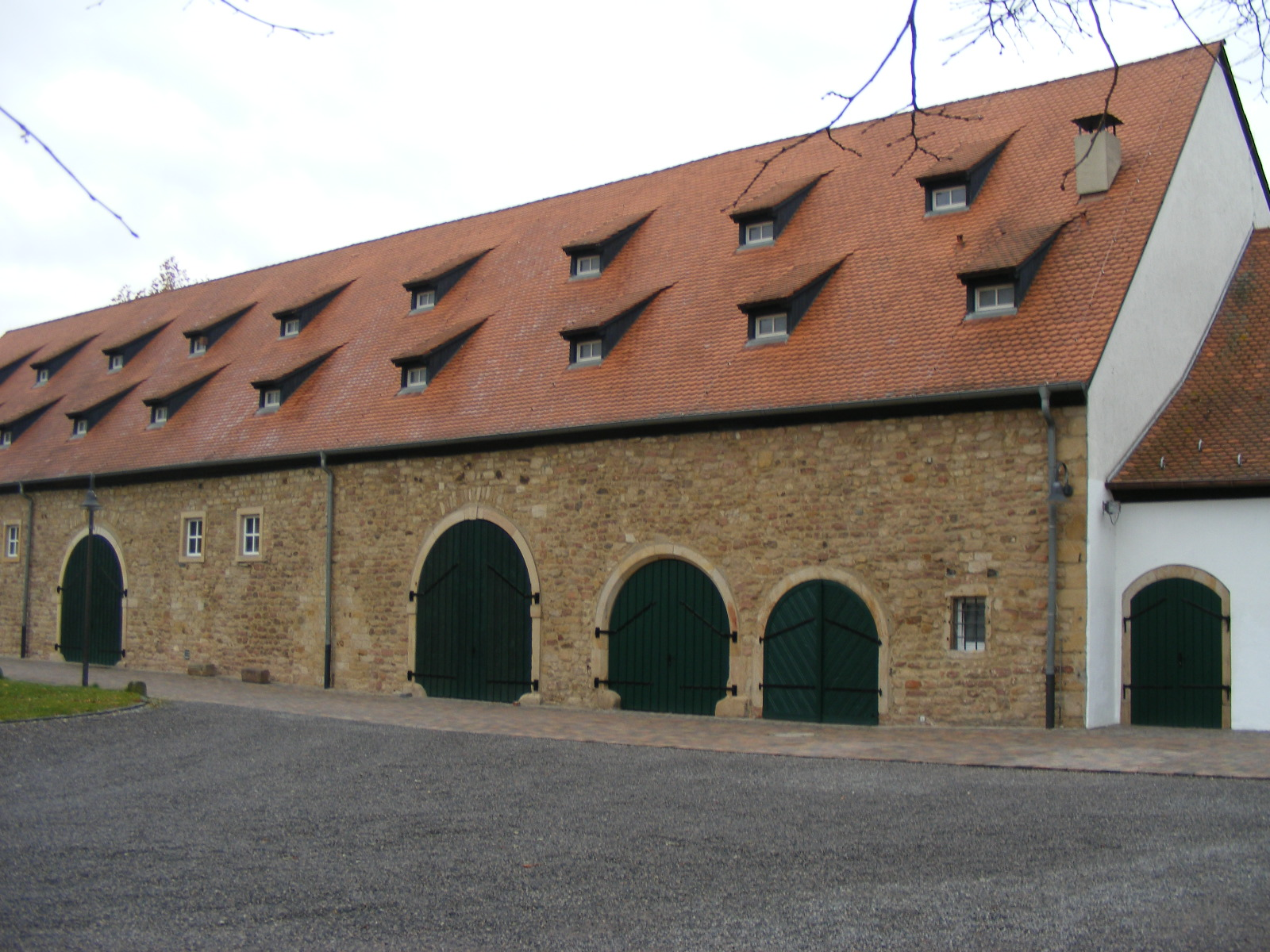
Herrenhof-Kelterhaus

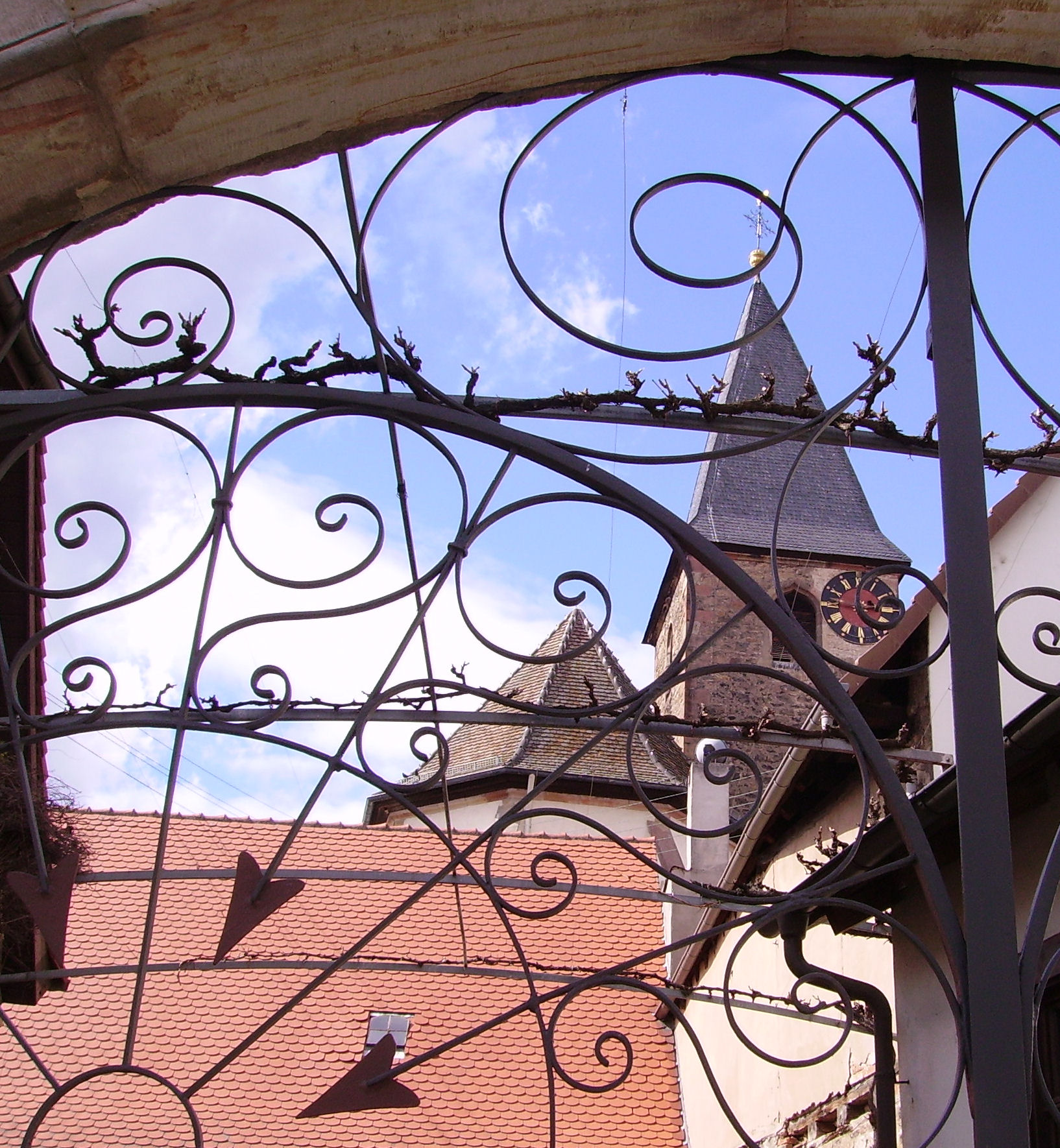
Alte Johanneskirche

Am 3. März 1983 gründete Bähr mit Gleichgesinnten in Mußbach die Fördergemeinschaft Herrenhof als gemeinnützigen Verein und war von Beginn an ihr 1. Vorsitzender. Unter seiner Leitung wurde das ehemalige Johannitergut Herrenhof vor dem Verfall bewahrt und zum Kulturzentrum ausgebaut. Im Einvernehmen mit den für Denkmalpflege zuständigen Behörden gelang dabei bis 1991 die Sanierung und Renovierung der fünf unter Denkmalschutz stehenden Gebäude des Ensembles. Wichtigstes Unterfangen war die behutsame Umgestaltung des voluminösen früheren Kelterhauses zum funktionellen Zentrum der Anlage; das Erdgeschoss präsentiert sich heute als Kunsthalle, während das durch zahlreiche Gauben mit Tageslicht versorgte Dachgeschoss zum Konzert- und Veranstaltungsraum geworden ist. Über den SWF bzw. den SWR machte Bähr den Herrenhof mit der Sendereihe „Internationale Kunst im Herrenhof“ auch überregional bekannt. Nach dem Überlassungsvertrag von 2014, der die Unterschriften Bährs sowie der rheinland-pfälzischen Ministerpräsidentin Malu Dreyer und des Neustadter Oberbürgermeisters Hans Georg Löffler trägt, ist die Fördergemeinschaft mindestens bis 2034 mit der Verwaltung und Nutzung des Kulturzentrums beauftragt.
Seit Langem bemühte sich Bähr mit der Fördergemeinschaft Herrenhof auch um die Restaurierung der früher zum Herrenhof gehörenden alten Johanneskirche von Mußbach. Im 14. Jahrhundert in hochgotischem Stil erbaut, wurde sie im Jahr 1707 gemäß dem Erlass der Kurpfälzischen Religionsdeklaration von 1705 durch eine Trennwand geteilt und diente bis 1959 Katholiken und Protestanten als Simultankirche. Nachdem sie 2007 vollständig in das Eigentum der protestantischen Johanneskirchengemeinde übergegangen war, konnte 2013 der erste Renovierungsabschnitt abgeschlossen werden.
„Fortschritt in die Vergangenheit – 40 Jahre Rheinland-Pfalz“ betitelte Bähr seine Festrede aus Anlass des 32. Ordenstages der Weinbruderschaft der Pfalz am 2. November 1986 in Neustadt. Am 15. September 2001 hielt Bähr auch die Festrede bei der Jubiläumsfeier zum 75-jährigen Bestehen der Studiengenossenschaft, des 1926 gegründeten Vereins der ehemaligen Schüler am Kurfürst-Ruprecht-Gymnasium Neustadt.

## Ehrungen
- Bundesverdienstkreuz am Bande (27. März 1992)[12][13]
- Verdienstorden des Landes Rheinland-Pfalz (1997)
- Max-Slevogt-Medaille (2004)[14]
- Kulturpreis der Stadt Neustadt an der Weinstraße (2014)[15][16]

## Werke
- Gustav-Adolf Bähr: Fortschritt in die Vergangenheit – 40 Jahre Rheinland-Pfalz. Festrede anläßlich des 32. Ordenstages der Weinbruderschaft der Pfalz. Weinbruderschaft der Pfalz, Neustadt an der Weinstraße 2. November 1986.
- Dorothee Sölle: Ich suche das Land der Freiheit. Monolog der Maria. Südwestfunk, Baden-Baden 1995 (Darstellerin: Marlies Engel, Regie: Gustav-Adolf Bähr; VHS-Cassette, PPN 106933639, OCLC 314263315).
- Gustav-Adolf Bähr: Die Weinbrüder Gottes. Noahs Söhne und ihr Beitrag zum Kulturerbe der Menschheit. In: Konventsbrief der Weinbruderschaft der Pfalz. Weinbruderschaft der Pfalz, Neustadt an der Weinstraße 2005, S. 43–49.